# Palladium
 For alternative betydninger, se Palladium (flertydig). (Se også artikler, som begynder med Palladium)
Palladium (opkaldt efter asteroiden Pallas) er det 46. grundstof i det periodiske system, og har det kemiske symbol Pd. Under normale tryk- og temperaturforhold optræder dette overgangsmetal som et blødt, sølvskinnende metal der minder lidt om platin. Palladium tilhører de lette platinmetaller sammen med ruthenium og rhodium.

## Kemiske egenskaber
Palladium opløses langsomt i salpetersyre, saltsyre og svovlsyre (de tre "klassiske", stærke uorganiske syrer). Metallet angribes ikke af normal atmosfærisk luft ved normal temperatur, om end det kan blive en anelse anløbent hvis luften er fugtig og indeholder svovl-forbindelser (typisk luftforurening). Hvis metallet opvarmes til 800 grader Celsius reagerer det med luftens ilt, og danner et overfladelag af palladium-II-oxid (PdO).
Palladium optræder med oxidationstrinene 0, +1, +2 og +4, og for nylig har man opdaget kemiske forbindelser hvori palladium indgår med oxidationstrin +6. Man mente tidligere at +3 måtte være et fundamentalt oxidationstrin for dette metal, men til trods for ihærdige undersøgelser af talrige palladiumforbindelser, blandt andet ved hjælp af røntgendiffraktion, har man aldrig fundet palladium med oxidationstrin +3.
Palladium har den usædvanlige egenskab at det kan absorbere brint svarende til 900 gange dets eget rumfang ved stuetemperatur – formodentlig ved at danne palladiumhydrid (PdH2). Når metallet absorberer disse store mængder brint, udvider det sig en smule.

## Tekniske anvendelser
Palladium anvendes til fremstilling af smykker, ure, tændrør til flyvemaskiner og kirurgiske instrumenter, samt i tandlægegerningen.

### Katalysatorer
Palladium har fremragende egenskaber som katalysator i kemisk forstand, og langt størstedelen af verdensproduktionen af dette metal går netop til de katalysatorer der bruges i bilers udstødningssystem. Palladium-baserede katalysatorer anvendes også til krakning af olieprodukter, samt i en lang række processer inden for organisk kemi.

### Elektronik
Den elektroniske industri forbrugte i 2006 1,07 millioner troy ounces (33,3 ton) palladium: Størstedelen gik til fremstilling af flerlags keramiske kondensatorer, men metallet bruges også til overfladebehandling af andre elektroniske komponenter samt i specielle former for loddetin.

### Behandling og opbevaring af brint
Én kubikcentimeter palladium kan absorbere 0,9 liter gasformig brint i sin krystalstruktur, og afgive det igen. Palladium er i sig selv så dyrt at det ikke kan svare sig at udnytte denne evne til at opbevare brint, men man håber på at kunne "aflure" hvordan palladium "bærer sig ad med det", og siden hen skabe billigere materialer med tilsvarende gode egenskaber.

### Smykkemetal
Palladium bliver bredt anvendt i smykkeindustrien som legeringsmateriale i hvidguld ædelmetal i smykker, hvidguld – specielt Kina har siden starten af 2004 fremstillet betydelige mængder af palladium-smykker. Palladium bruges også som alternativer til nikkel og sølv i fremstillingen af hvidguld.
Ligesom guld kan hamres ud i et ekstremt tyndt folie ("bladguld"), kan palladium ligeledes hamres til en tykkelse på 100 nanometer (én titusinde-del af en millimeter).

## Historie
Palladium blev opdaget i 1803 af William Hyde Wollaston: Han havde opløst en prøve af en naturligt forekommende platinholdig malm fra Sydamerika i kongevand, og neutraliserede så opløsningen med natriumhydroxid. Ved at tilsætte ammoniumklorid blev malmens indhold af platin udfældet som uopløseligt ammoniumklorplatinat og på den måde "sorteret fra". Til sidst tilsatte han kviksølvcyanid, som reagerede med prøvens indhold af palladium under dannelse af palladiumcyanid: Herfra kunne det rene metal udvindes ved opvarmning. I 1804 besluttede Wollaston at navngive sin opdagelse efter asteroiden Pallas, som var blevet opdaget et år forinden i 1802.
Palladiumklorid blev en overgang ordineret som led i behandlingen af tuberkulose, i mængder omkring et milligram per kilogram legemsvægt per dag – dette havde dog betydelige bivirkninger, og er i dag erstattet af andre og bedre medikamenter.
En elektrode af palladium spillede en central rolle i det eksperiment, hvor fysikerne Fleischmann og Pons i slutningen af 1980'erne påstod at have frembragt fusion ved stuetemperatur - "kold fusion". Forsøget blev gentaget mange gange verden over i månederne og årene der fulgte, men det lykkedes aldrig at påvise kernereaktioner.[kilde mangler]

## Forekomst og udvinding
I 2005 var Rusland den største producent af palladium, og stod bag halvdelen af verdensproduktionen det år: Det er virksomheden Norilsk Nickel som fører minedrift omkring byen Norilsk i Sibirien. Dertil er der forekomster i Australien, Etiopien samt i Syd- og Nordamerika.
I naturen forefindes palladium enten som rent metal, eller i legeringer med blandt andet guld og platin. Dertil dannes der blandt andet palladium ved den fissionsproces der foregår i kernekraftværker, og stoffet kan derfor udvindes af det resulterende radioaktive affald – dette finder dog kun sted i ubetydeligt omfang.

## Isotoper af palladium
Naturligt forekommende palladium består af seks stabile isotoper, og dertil kender man 21 radioaktive isotoper, hvoraf palladium-107 er den mest stabile med en halveringstid på 6,5 millioner år. Den øvrige snes radioisotoper har halveringstider der måles i dage.